# Kil (Kragerø)
Kil est une agglomération de Sannidal dans la municipalité de Kragerø, dans le comté de Telemark, en Norvège.

## Description
Kil est situé à l'intérieur (le plus au nord) du Kilsfjorden, à environ 12 kilomètres au nord-ouest du centre de Kragerø. La route départementale 363 relie Kil à Kragero.
Le Kilsfjorden est le fjord qui s'étend le plus loin dans le pays dans cette zone. Kil était donc important à la fois pour l'exportation et l'importation du bois puisque le bateau était le moyen de transport le plus important à l'époque.